# Carmen Kass

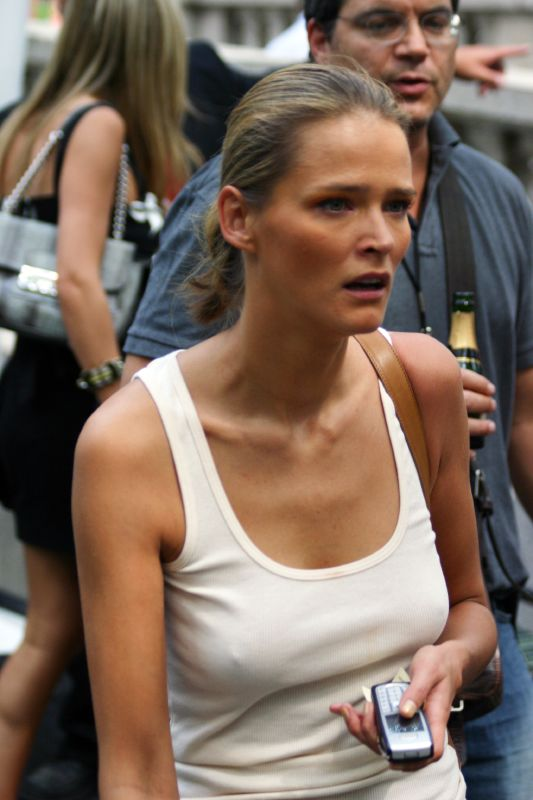
Carmen Kass en Eric Lobron in 2007

Carmen Kass (Paide, 14 september 1978) is een Estisch supermodel.
Carmen Kass is opgegroeid in Paide. Als meisje woonde ze in een appartement in het dorpje Sika met haar moeder, die op een boerderij werkte. Op de leeftijd van veertien jaar werd ze 'ontdekt' in een supermarkt te Tallinn door een Italiaanse modellenscout. Kass had eigenlijk willen meedoen aan de Miss Estland-verkiezing, maar een aanbod om naar Milaan te vliegen en daar als model een carrière te beginnen leek haar een meer glamoureuze en lucratieve optie.
Kass verhuisde op achttienjarige leeftijd naar Parijs, nadat ze op de covers van meerdere grote magazines had gestaan, waaronder Vogue (Frankrijk en Verenigde Staten), Elle (Australië), Image (Verenigd Koninkrijk).
In 1999 stond Kass model voor tal van bekende ontwerpers waaronder Dolce & Gabbana, Gucci, Prada en Versace. Bovendien heeft Kass in tal van reclames geposeerd van onder andere Calvin Klein, Coco Chanel en Donna Karan. Kass was ook een woordvoerster van Sephora, een bekend cosmeticamerk, en het parfum J'adore van Christian Dior.
Kass werd door Vogue aangemerkt als "Model van het Jaar" op de VH1 / Vogue Fashion Awards van 2000. 
Van 2004 tot 2014 had ze een relatie met de Duitse schaakgrootmeester Eric Lobron.